# Astynoos (fils de Phaéton)
Pour les articles homonymes, voir Astynoos.
Dans la mythologie grecque, Astynoos (en grec ancien Ἀστύνοος / Astúnoos) est le fils de Phaéton, un amant d'Aphrodite, et le père de Sandocos (en).

## Étymologie
Le nom Ἀστύνοος / Astúnoos est composé de ἄστυ / ástu (« ville ») et de νόος / nóos (« faculté de penser », « intelligence ») : il peut être interprété comme « celui qui tourne son esprit vers le bien de la ville ».

## Mythe
Astynoos n'est cité que par le pseudo-Apollodore, dans une généalogie de personnages, qui le rattache à la famille de Cécrops. Il est donné comme le fils de Phaéton, un amant d'Aphrodite (sans que l'identité de sa mère ne soit précisé) et le père de Sandocos (en),.

### Sources antiques
- Pseudo-Apollodore, Bibliothèque [détail des éditions] [lire en ligne], III, 14, 3.